# Concei
Concei és un antic municipi italià, dins de la província de Trento. L'any 2007 tenia 820 habitants. Limitava amb els municipis de Bezzecca, Bleggio Superiore, Fiavè, Pieve di Bono, Pieve di Ledro, Riva del Garda, Tenno, Tione di Trento i Zuclo.
L'1 de gener 2010 es va fusionar amb els municipis de Pieve di Ledro, Bezzecca, Molina di Ledro, Tiarno di Sopra i Tiarno di Sotto creant així el nou municipi de Ledro, del qual actualment és una frazione.

## Administració
| Període | Identitat        | Partit        |
| ------- | ---------------- | ------------- |
| 2005-   | Maurizio Mazzola | Llista cívica |